# UFC 95
UFC 95: Sanchez vs. Stevenson foi um evento de artes marciais mistas promovido pelo Ultimate Fighting Championship, ocorrido em 21 de fevereiro de 2009 na The O2 Arena em Londres, Inglaterra. Foi transmitido ao vivo na Europa e no Canadá, e depois transmitido nos Estados Unidos pela Spike TV. O evento principal foi a luta entre Diego Sanchez, que desceu de categoria, contra Joe Stevenson.

## Bônus da Noite
- Luta da Noite:  Diego Sanchez vs.  Joe Stevenson
- Nocaute da Noite:  Paulo Thiago
- Finalização da Noite:  Demian Maia

## Ligações Externas
- Página do evento